# 영동 함벽정
영동 함벽정은 대한민국 충청북도 영동군 양산면에 있다. 1996년 4월 15일 영동군의 향토유적 제35호로 지정되었다.

## 개요
수두리 대곡마을 입구에 있는 정자로 이시연의 문인들이 그를 추모하여 세운것이다.